# Vaal
Sông Vaal /[invalid input: 'icon']ˈfɑːl/ là phụ lưu lớn nhất của sông Orange tại Nam Phi. Sông khởi nguồn từ dãy núi Drakensberg tại Mpumalanga, phía đông của Johannesburg và cách khoảng 30 km về phía bắc của Ermelo và chỉ cách Ấn Độ Dương khoảng 240 km. Sông sau đó chảy về phía tây rồi hợp lưu vào sông Orange ở tây nam của Kimberley thuộc tỉnh Bắc Cape. Sông có chiều dài 1.120 km, và tạo thành ranh giới giữa các tỉnh Mpumalanga, Gauteng và tỉnh Tây Bắc ở bờ bắc, và Free State ở phía nam.

## Các phụ lưu
Một số phụ lưu của sông Vaal: sông Harts, sông Vals, sông Waterval, sông Bamboes, Blesbokspruit, sông Mooi, sông Vet, sông Renoster, sông Riet và sông Wilge.

## Tầm quan trọng với công nghiệp và nông nghiệp
Vaal là một trong các sông quan trọng nhất tại Nam Phi. Người ta lấy nước của Vaal để phục vụ cho các ngành công nhiệp tại vùng Đại đô thị Johannesburg và một phần lớn của tỉnh Free State. Sông là một phần của hệ thống tưới tiêu Vaal-Hartz, và là một nguồn cung cấp nước chính. Nước Vaal được cung cấp cho 12 triệu người tại Gauteng và các khu vực xung quanh.

## Lịch sử
Về mặt lịch sử, sông tạo thành biên giới phía bắc của vương quốc Basotho của Moshoeshoe I vào lúc đỉnh cao, sau đó trở thành biên giới giữa các cộng hòa Boer, mà về sau trở thành các tỉnh, Transvaal và Orange Free State. Tên gọi địa lý "Transvaal" xuất phát từ tên sông, nghĩa là "Bên kia sông Vaal". Điều này phản ánh việc Thuộc địa Cape và Thuộc địa Natal, tức các khu vực chính có những điểm định cư của người Âu, nằm ở phía nam của Vaal.
Vaal là một tên gọi tiếng Hà Lan (sau là Afrikaans), được người Griqua hay Boer dịch từ tên tiếng Kora Khoikhoi lúc đầu Tky-Gariep (/hei !garib, sông buồn tẻ). Cả Vaal và Tky đều có nghĩa là "buồn tẻ" hay "xám xịt", ám chỉ đến màu nước sông, đặc biệt là trung mùa lũ khi có nhiều bùn. Ở phần thượng du, sông được gọi là Likwa (Sindebele), Ikwa (isiZulu), ilikwa (siSwati), lekwa (Sesotho), hay cuoa bởi người Khoikhoi, tất cả đều ám chỉ vùng bằng phẳng mà sông chảy qua.